# PGC 169974
LEDA/PGC 169974 ist eine Elliptische Galaxie vom Hubble-Typ E im Sternbild Andromeda am Nordsternhimmel. Sie ist rund 252 Millionen Lichtjahre von der Milchstraße entfernt. Vom Sonnensystem aus entfernt sich das Objekt mit einer errechneten Radialgeschwindigkeit von näherungsweise 5.500 Kilometern pro Sekunde.
Im selben Himmelsareal befinden sich unter anderem die Galaxien NGC 703, NGC 710, NGC 714, PGC 6974.